# Dimmiga bergen

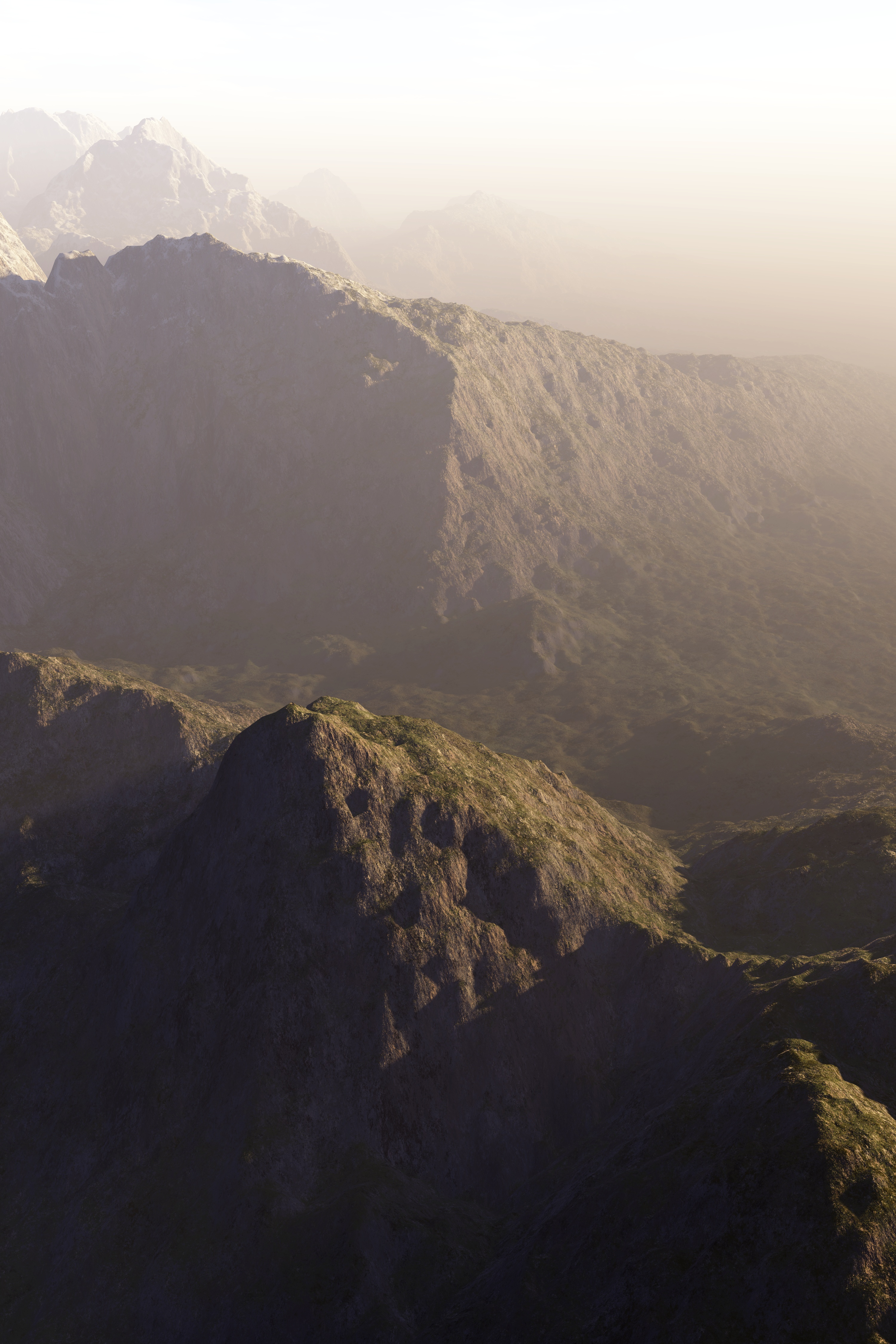
Dimmiga bergen.

Dimmiga bergen är en bergskedja i J.R.R. Tolkiens böcker. Dimmiga bergen löper i mer eller mindre nord-sydlig riktning och bildar gränsen mellan landområdena Eriador i väster och Rhovanion i öster. På sindarin kallas bergskedjan Hithaeglir "Torn av dimma".
Dimmiga bergen sägs ha skapats av Melkor som skydd från Valar före solens tidsåldrar. Under alvernas första vandring västerut var det många som blev skrämda av den höga bergskedjan och inte ville gå längre; dessa bildade folkslaget Nandor. Vid bergskedjans norra ände låg riket Angmar under tredje ålderns mitt. Det stora dvärgriket Moria (Khazad-dûm på dvärgiska), grundat av Durin, låg längre söderut. Längst i söder låg Isengård och Fangornskogen. Dimmiga bergen gick att korsa via åtminstone två pass: Höga passet öster om Vattnadal, och Rödhornspasset under Caradhras (Rödhornspasset, på dvärgiska Barazinbar), ett av de tre bergen över Moria.

## Bergstoppar

### Caradhras

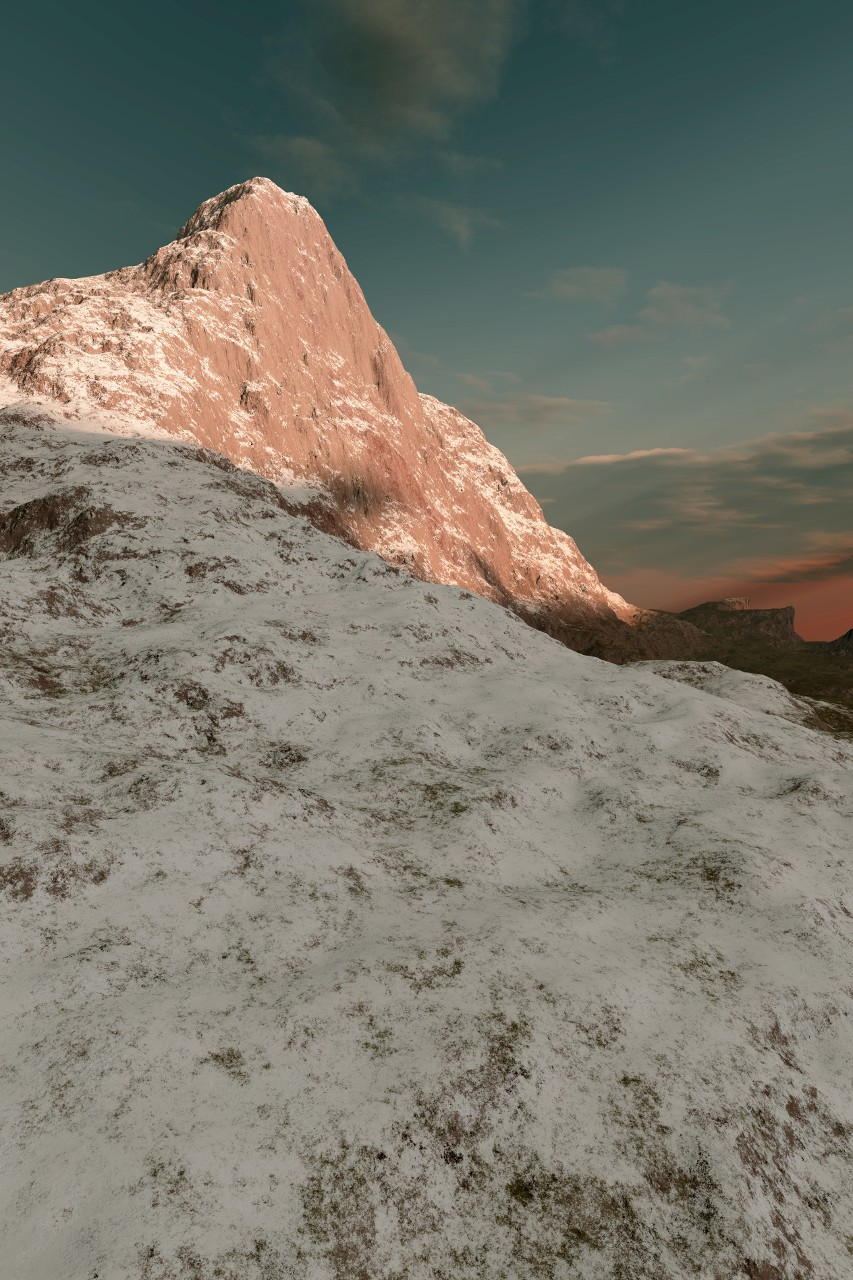
Bergskedjan Caradhras.

Caradhras, även kallat "Rödhornspasset", är ett av de mäktigaste bergstopparna i Dimmiga bergen. Det står över Rödhornsporten, den enda kända vägen genom Dimmiga bergen mellan Vattnadal och Rohansporten. Förutom Celebdil och Fanuidhol är Caradhras ett av de tre bergen i Moria, under vilka dvärgstaden byggdes.
Caradhras är det nordligaste av de tre bergen i Moria. Mithril gruvorna, som var Khazad-Dûms skatt, utvidgades successivt norrut under Caradhras. Det var här som dvärgarna råkade på Durins Bane, Morias Balrog. Caradhras har under århundraden haft ett illa rykte, som fick öknamnet "Den grymma". Gimli påstår att Caradhras bar det namnet förut när Sauron var känd i landet, och hatades av både alver och Dvärgar. Rödhornsporten förenade från början Noldors rike Eregion i väster till Blackkällsdalen och därmed vid floden Anduins dalar i öster. Efter sedan Eregion härjades i Kriget mellan alverna och Sauron, användes detta pass huvudsakligen av alverna som ville färdas mellan Lórien och Eriador. Hobbitarna använde detta pass under deras migration till Eriador från Glitterfälten. Rödhornsporten är ett ökänt förrädisk pass efter att ha uppfattats särskilt mot Elronds fru Celebríans kidnappning av Orcher. Senare försökte de svarta ryttarna att korsa passet, som nästan slutade med en katastrof under ett yrväder. Förutom stormen själv så utstod de många plågsamma ljud från vinden, samt en störtflod av stenar som de var mycket nära på att fastna i snödrivor. Främst Gimli, liksom Boromir och Aragorn, fördelade en kombination av hot mot Caradhras illvilja.

### Fanuidhol
Fanuidhol ("Molnhjässan"), även kallat Bundushathûr på Khuzdul, är en bergstopp i Dimmiga bergen, den östligaste av de tre bergstopparna (Caradhras och Celebdil) som stod ovanför gruvstaden Khazad-Dûm.

### Gundabads tinnar
Gundabads tinnar är en bergskedja vid den norra änden av Dimmiga bergen. Platsen var ett starkt fäste för dvärgarna. Enligt dvärgarna vaknade Durin Dödlöse, den äldste av dvärgarnas stora fäder, vid Gundabads tinnar något skede efter alvernas uppvaknelse. Det var en helgad plats för dvärgarna. 
I mitten av den Andra Åldern invaderade orcherna hela Gundabad och intog det. Denna plats skulle inte länsas förrän väldigt sent i den andra åldern, möjligtvis omkring eller efter Saurons första fall.
I den Tredje åldern tog orcher från Angmar på nytt berget som sitt, vilket var ett av skälen till dvärgarnas fiendskap mot orcherna. Efter Angmars undergång förblev Gundabad en högborg för orcherna, även efter att det hade plundrats av dvärgarnas styrkor under Kriget mellan dvärgar och orcher. Vättarnas armé som kämpade i Femhäraslaget sades ha mönstrat sin armé uppe på berget.

### Zirakzigil
Zirakzigil (alternativt Tornets berg eller Celebdil) är den västligaste av de tre topparna ovanför dvärgarnas gruvstad Khazad-Dûm. Toppen är Midgårds högsta bergstopp. Durins torn stod på toppen av Celebdil, och det var där som Gandalf och Durins bane kämpade på liv och död.